# Arguin
Arguin (Portugees: Arguim ) is een eiland van Mauritanië in de Arguinbaai (een baai van de Atlantische Oceaan), dat 12 kilometer uit de kust ligt. Het eiland is 2 km breed en 6 km lang, waardoor het een oppervlakte van 12 km² heeft. Het behoort tot het nationaal park Banc d'Arguin, dat op de werelderfgoedlijst van UNESCO staat.

## Geschiedenis
De eerste Europeaan die het eiland ontdekte, was de Portugees Nuno Tristão in 1443. In 1445 stichtte Hendrik de Zeevaarder in naam van Portugal een handelspost op het eiland om de slavenhandel te bevorderen. In 1448 werd er een fort bijgebouwd, waarna het eiland het centrum van de Portugese slavenhandel werd.

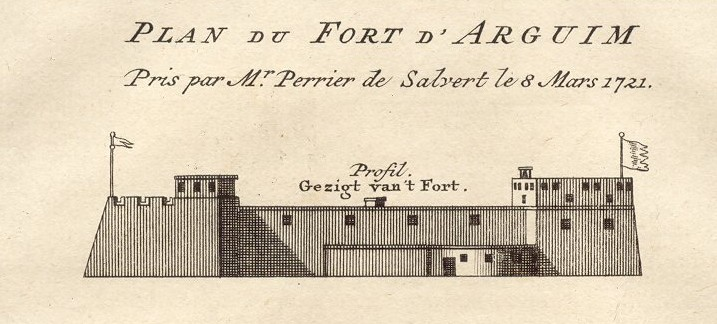
Nederlands fort Arguin in 1721

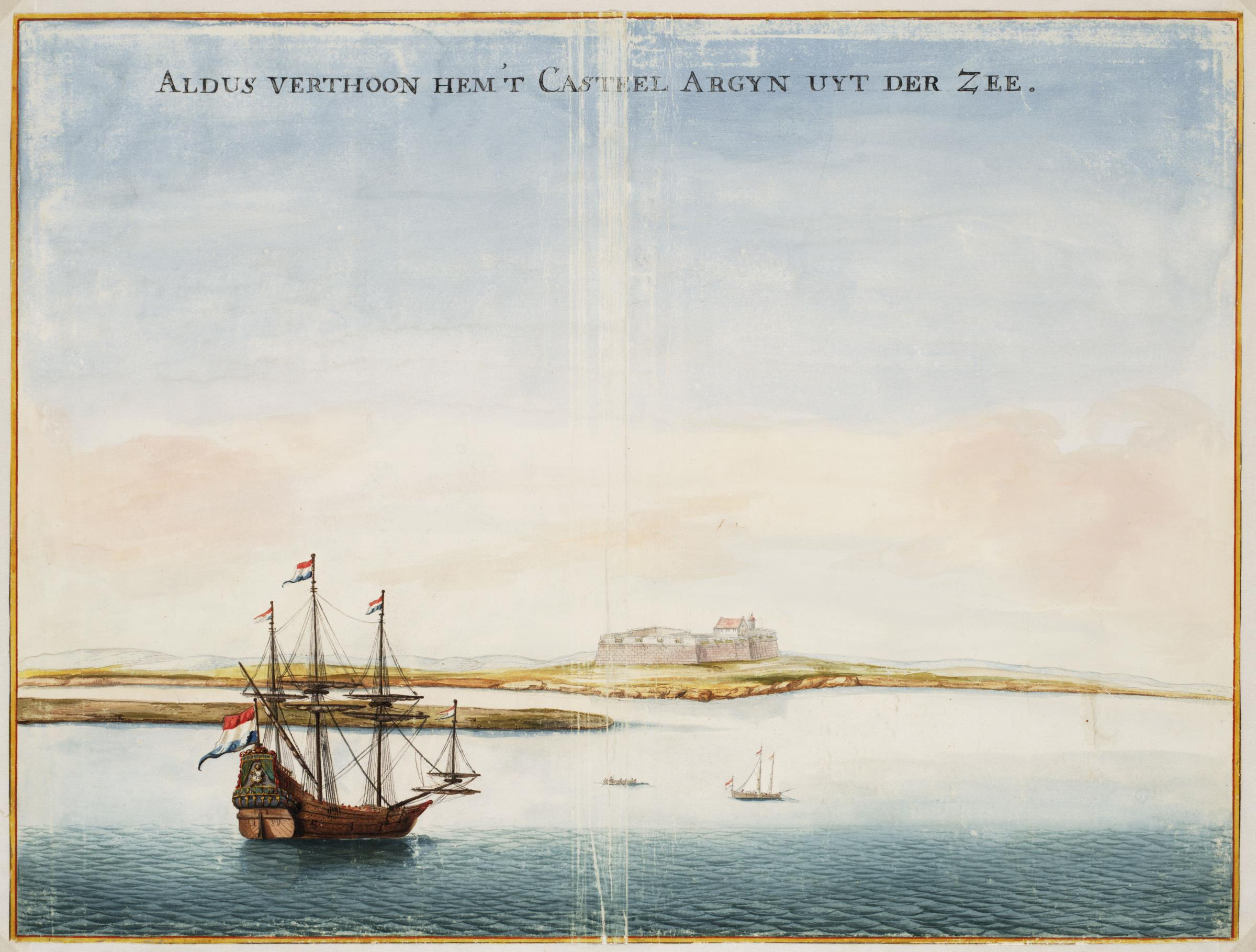
Gezicht vanaf zee op kasteel Arguin

Een einde aan de Portugese handel kwam op 5 februari 1633 toen de West-Indische Compagnie in naam van de Republiek der Verenigde Nederlanden het op de Portugezen veroverde. De Compagnie gebruikte het echter voor andere doeleinden, zoals de handel in gom.
In 1665 deed Engeland zonder succes een poging het eiland te veroveren. Frankrijk veroverde het eiland op 1 september 1678; zij vernietigden echter alles wat bruikbaar was en verlieten het nog dezelfde maand. Tot 1685 zou het eiland er verlaten bijliggen.
Op 1 oktober 1685 stichtte het keurvorstendom Brandenburg een handelspost op het eiland, waarna het eiland vanaf 1701 onder Pruisische heerschappij) kwam. Op 7 maart 1721 veroverden de Fransen het opnieuw. Nederland had het een korte periode (11 januari 1722 - 20 februari 1724) in bezit, waarna het opnieuw naar Frankrijk ging. Frankrijk bleef nog vier jaar op het eiland, waarna het in maart 1728 naar lokale machthebbers ging.
Met de kolonisatie van Mauritanië, rond 1902, door Frankrijk kwam Arguin weer aan Frankrijk toe. Sinds 1960 hoort het bij Mauritanië.

### Gouverneurs van Arguin
In de loop der jaren had het eiland, buiten de plaatselijke stamhoofden, gouverneurs van verschillende Europese mogendheden. De onderstaande lijst is onvolledig.

#### Portugees bestuur (1445-1633)
1. 1445-xxxx – -----------
2. 1461-14xx – Soeiro Mendes de Évora
3. 1492-1495 – Afonso de Moura
4. 1499-1501 – Fernão Soares
5. 1505-1508 – Gonçalo de Fonseca
6. 1508-1511 – Francisco de Almada
7. 1514-1515 – Pero Vaz de Almeida
8. 1515-xxxx – Estêvão da Gama
9. 1518-xxxx – António Porto Carreiro
10. 15xx-1522 – Gonçalo da Fonseca
11. 1543-xxxx – João Gomes
12. xxxx-1549 – Gil Sardinha
13. 1549-xxxx – Cristóvão de Rosales
14. 1569-xxxx – Leonel da Gama
15. 1575-xxxx – João Leite Pereira
16. xxxx-xxxx – Rodrigo Freire
17. 1623-1624 – Amador Lousado
18. 1624-16xx – Francisco Cordovil
19. xxxx-1633 – veroverd door de WIC op 5 februari 1633.

#### Nederlands bestuur (1633-1655)
1. 1633-xxxx – Abraham van (de) Peere junior[2]

#### Engels bestuur (1655)
1. 1655-1655 – kortstondige bezetting door Engeland.

#### Nederlands bestuur (1655-1678)
1. 1655-1678 – veroverd door Frankrijk op 1 september 1678.

#### Frans bestuur (1678)
1. 1678-1678 – enkele weken na de verovering verlieten de Fransen het eiland.

#### Plaatselijk bestuur (1678-1685)
1. 1678- 1685 – geen Europese bezetting.

#### Brandenburgs bestuur (1685-1721)
1. 1685-xxxx – veroverd door Brandenburg op 5 oktober 1685.
2. xxxx-1714 – -------------
3. 1714-xxxx – Jan de Both
4. xxxx-1721 – Jan Wynen Bastiaens (heroverd door Frankrijk op 7 maart 1721).

#### Frans bestuur (1721-1722)
1. 1721-1721 – Julien du Bellay Duval
2. 1721-1722 – ---------- (heroverd door de WIC op 11 januari 1722).

#### Nederlands bestuur (1722-1724)
1. 1722-1724 – Jan Reers (heroverd door Frankrijk op 20 februari 1724).

#### Frans bestuur (1724-1728)
1. 1724-17xx – de Lamotte (in 1728 werd het eiland door de Fransen verlaten).

#### Plaatselijk bestuur (1728-1902)
1. 1728-1902 – geen Europese bezetting.

#### Frans bestuur (1902-1960)
1. 1902-1960 – onderdeel van Frans-West-Afrika.

#### Mauritaans bestuur (1960 tot op heden)
1. 1960-heden – onderdeel van Mauritanië.

Gouvernementen: Goudkust* · Nederlands Brazilië · Nederlandse Antillen · Nederlands-Guiana (Berbice* · Cayenne · Demerary* · Essequebo* · Pomeroon · Suriname*) · Nieuw-Nederland
Gebieden met een directeur: Maagdeneilanden
Gebieden met een baron: Tobago (geleend aan Cornelis Lampsins)
Factorijen / handelsposten: Arguin · Loango-Angolakust · Senegambia · Slavenkust
Gouvernementen: Amboina* · Banda* · Batavia* · Ceylon · Coromandelkust* · Formosa · Java's Noordoostkust* · Kaapkolonie* · Makassar* · Malakka* · Mauritius · Molukken*
Directoraten: Vestingen in Bengalen · Vestingen in Perzië · Suratte
Commandementen: Bantam* · Malabar · Sumatra's Westkust*
Residenten: Bandjarmasin* · Cheribon* · Palembang* · Pontianak*
Gebieden met een opperhoofd: Birma · Dejima* · Vestingen in Siam · Timor · Tonquin
Factorijen: Vestingen in China
Nederzettingen: Amsterdam eiland (incl. Smeerenburg) · Jan Mayen
Vestingen: Acadia · Fort Nassau · Zoutpannen in Venezuela
*: Gebieden ook in handen van de Bataafse Republiek geweest.